# Mocná hrstka
Mocná hrstka (rusky Могучая кучка [čti: magúčaja kúčka], také Pětka, Ruská pětka nebo Novoruská škola) bylo volné sdružení pěti ruských skladatelů ze Sankt-Petěrburgu, kteří se scházeli v letech 1856 až 1862 pod vedením Milije Balakireva. Dalšími členy byli Alexander Borodin, César Kjui, Modest Musorgskij a Nikolaj Rimskij-Korsakov. Označení „mocná hrstka“ poprvé použil kritik Vladimir Stasov v roce 1867.
Skupina si kladla za cíl skládat specificky ruský druh hudby a neimitovat starší evropskou hudbu na konzervatorní výuku v evropském stylu. Svým způsobem byli součástí hnutí ruského romantického nacionalismu, neboť stejně jako Kolonie v Abramcevu a Ruské obrození se snažili dosáhnout podobných cílů v oblasti umění.
Ruská verze jména skupiny dala vzniknout termínu „kučkisté“, který se používá pro díla nebo snahy v souladu s cíli Pětky.
Formování skupiny začalo v roce 1856, kdy se Milij Balakirev setkal s Césarem Kjui. O rok později se k nim připojil Modest Musorgskij, v roce 1861 Nikolaj Rimskij-Korsakov a o další rok později Alexander Borodin. Ještě před vznikem skupiny se sice už Michail Glinka a Alexandr Dargomyžskij pokoušeli psát výhradně ruskou hudbu a vytvořili několik oper na ruská témata, ale teprve Pětka představovala první organizovaný pokus o vytvoření specifické ruské hudby, se Stasovem jako svým uměleckým poradcem a Dargomyžskim jako stařešinou.
Jako skupina se Pětka začala rozpadat v průběhu 70. let, především kvůli předčasnému odchodu Milije Balakireva z hudebního života na několik následujících let. Všichni členové Pětky jsou pohřbeni v Sankt-Petěrburgu.
Snad s výjimkou Césara Kjui ovlivnili a učili členové Pětky mnoho dalších velkých ruských skladatelů, jako byli např. Alexander Glazunov, Sergej Prokofjev, Igor Stravinskij a Dmitrij Šostakovič.
Ani jeden z členů Mocné hrstky nebyl skladatelem z povolání; mnozí byli hudebními samouky.
Jménem Pětka se inspirovala také ještě volnější skupina francouzských skladatelů, která se nazvala Pařížská šestka.

## Galerie

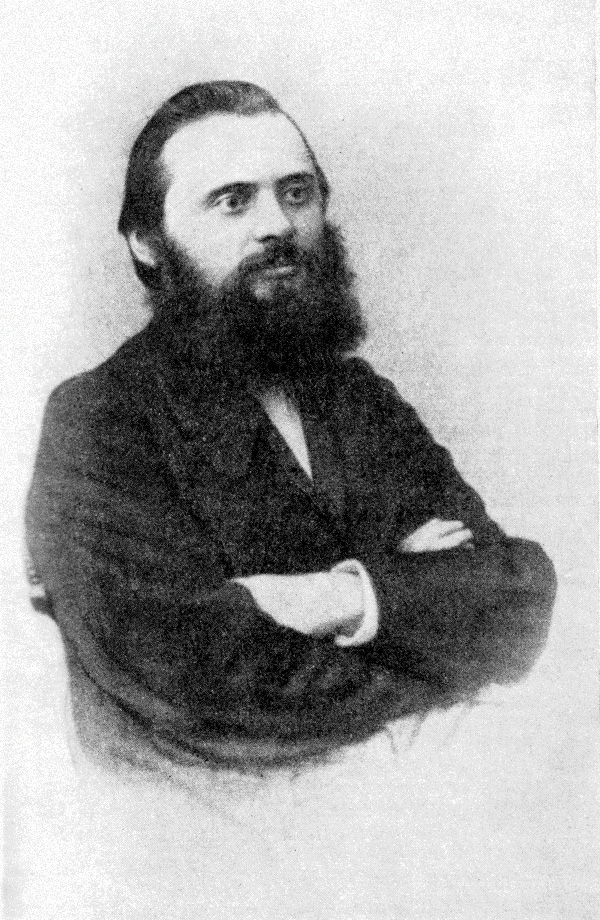
Milij Balakirev
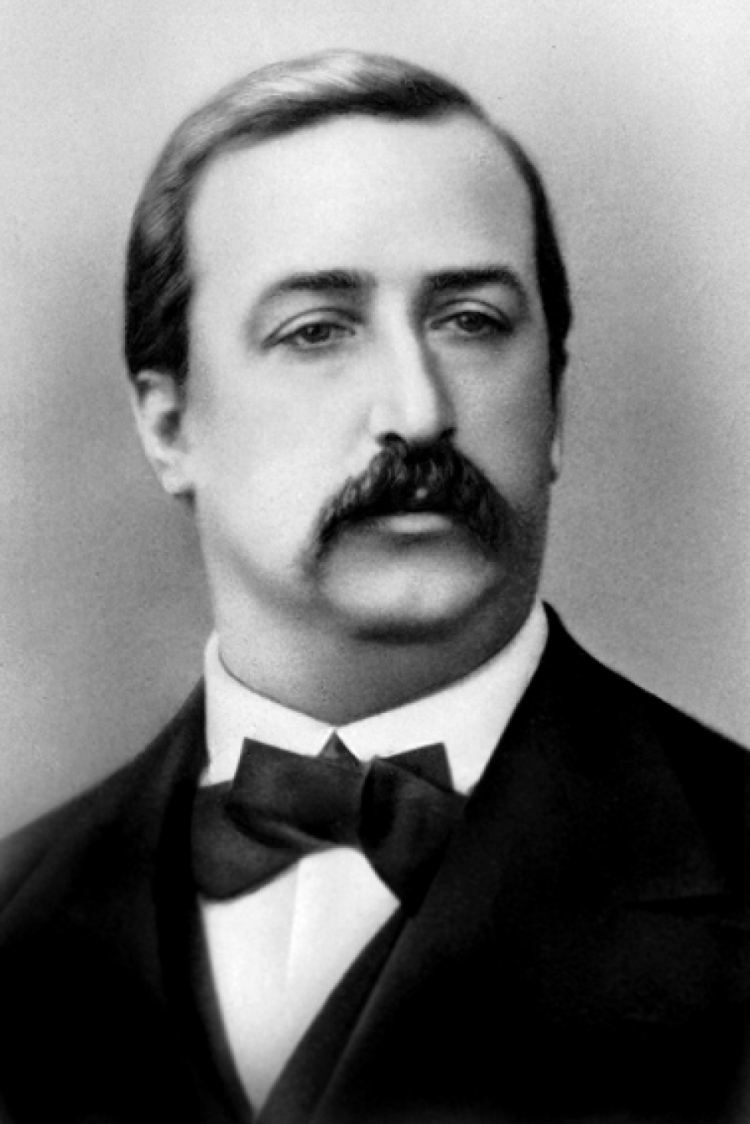
Alexander Borodin
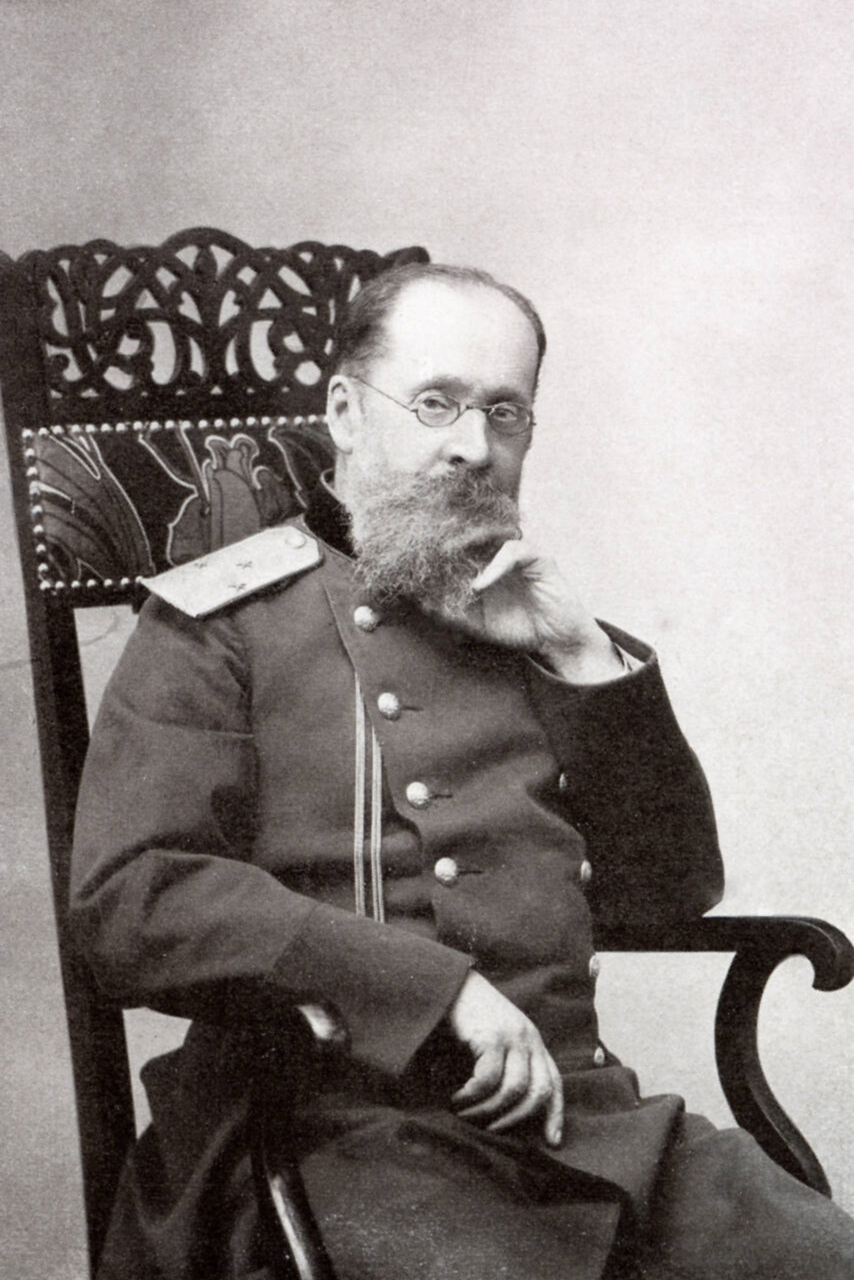
César Kjui
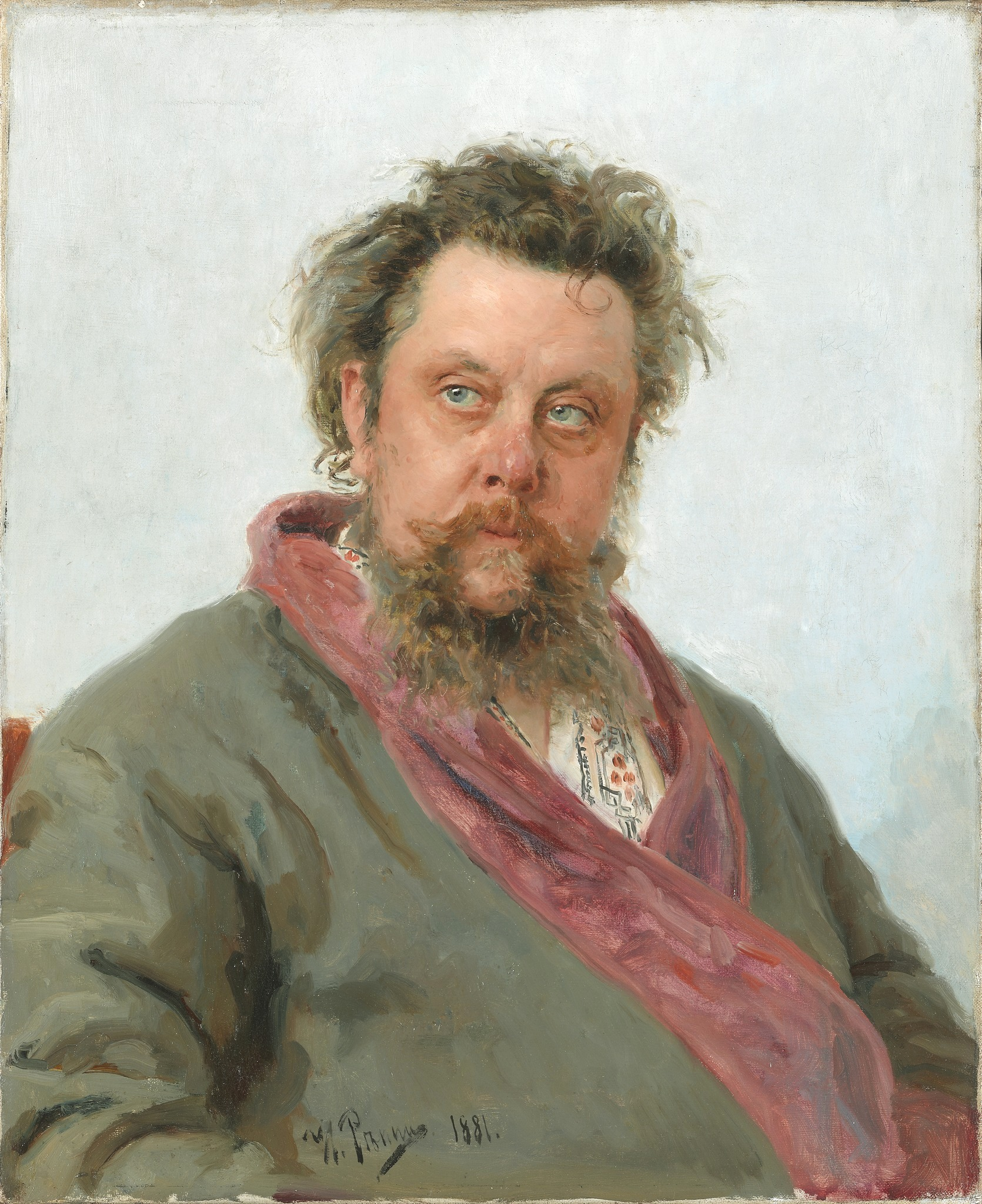
Modest Musorgskij
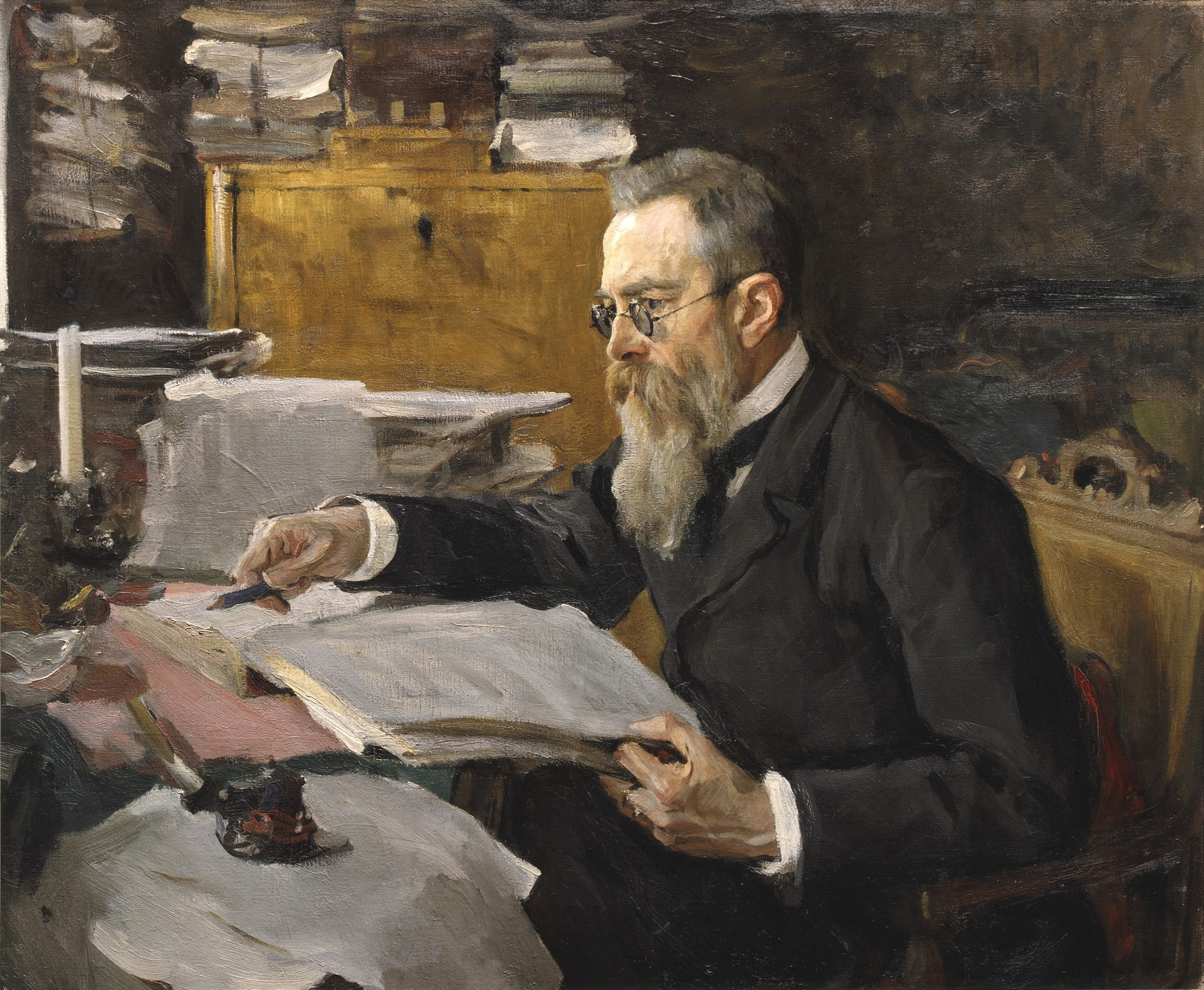
Nikolaj Rimskij-Korsakov